# Nicole de Boer

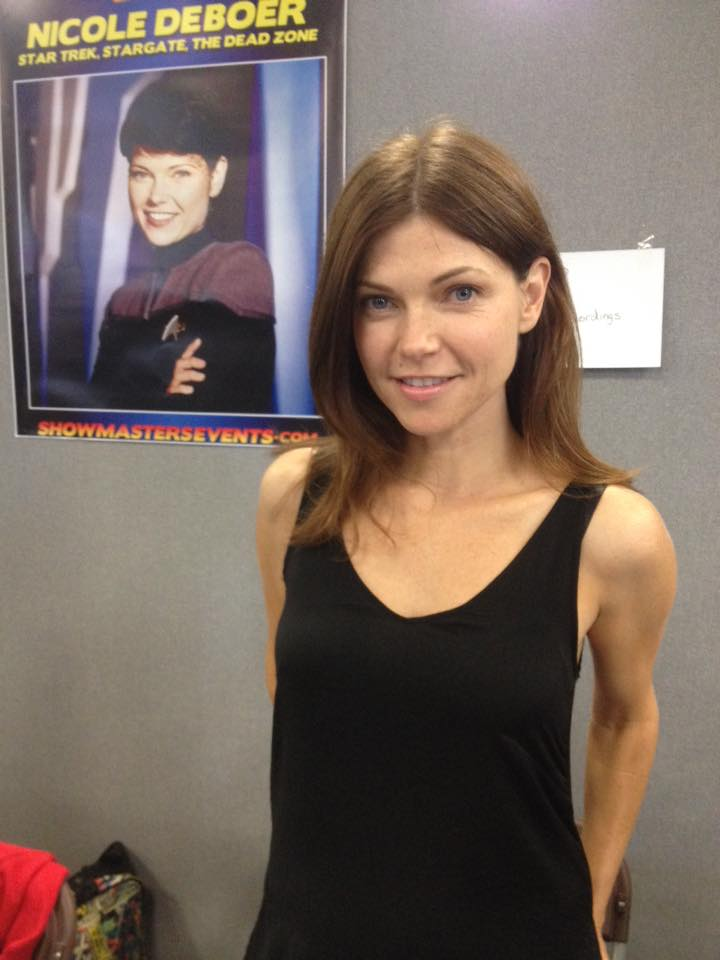
De Boer bij een poster met het door haar gespeelde Star Trekpersonage Ezri Dax

Nicole de Boer, ook bekend als Nikki de Boer of Nicole deBoer (Toronto (Ontario), 20 december 1970) is een Canadese actrice.

## Levensloop
De Boer speelde vanaf haar vroege jeugd al in reclamespotjes. Ook speelde ze in die tijd al in theaterstukken. Op haar elfde speelde ze in haar eerste (televisie)film. Rond midden jaren tachtig speelde ze in verschillende Canadese films en televisieseries. In 1997 speelde ze de hoofdrol in de sciencefictionserie Deepwater Black. Datzelfde jaar speelde ze ook de rol van Joan Leaven in de claustrofobische cultfilm Cube. Het meeste succes had ze met haar rol als Ezri Dax in de Star Trekserie Star Trek: Deep Space Nine. Vanaf 2002 tot 2008 speelde ze de rol van Sarah Bracknell Bannerman in de op het boek van Stephen King gebaseerde televisieserie The Dead Zone.

## Privéleven
Op 18 december 1999 trouwde ze met John Kastner, de filmmuziek componist en zanger van de groep All Systems Go. Met hem kreeg ze in 2007 een dochter.

## Filmografie
- 1981 in Freddy the Freeloader's Christmas Dinner als klein meisje in ziekenhuis
- 1990 in The Kissing Place als Cathy
- 1992 in Prom Night IV: Deliver Us from Evil als Meagan
- 1993 in Family Pictures als Penny
- 1993 in J.F.K.: Reckless Youth als Olive Cawley
- 1994 in The Counterfeit Contessa als Helena Everett
- 1995 in Jungleground als Caitlyn Dean
- 1995 in Senior Trip als Meg Smith
- 1996 in Kids in the Hall: Braincandy als Laura
- 1997 in When Innocence Is Lost als Nancy
- 1997 in Cube als Joan Leaven
- 1998 in My Date with the President's Daughter als Bonnie
- 1999 in Family of Cops III: Under Suspicion als Jackie Fein
- 2000 in Rated X als Karen Mitchell
- 2000 in The Dead Zone als Sarah Bracknell Bannerman
- 2003 in Public Domain als Bonnie
- 2004 in 5ive Days to Midnight als Chantal Hume
- 2004 in Phil the Alien als Madame Madame
- 2006 in Ties That Bind als Megan Mahoney
- 2008 in NYC Tornado Terror als Dr. Cassie Lawrence
- 2008 in Christmas Town als Liz
- 2009 in Suck als Susan
- 2011 in Iron Invader als Amanda
- 2011 in Metal Tornado als Rebecca

## Tv
*Exclusief eenmalige gastrollen
- 1988 in 9B als Erin Jones (5 afleveringen)
- 1989-1991 in The Kids in the Hall als Laura (3 afleveringen)
- 1991-1993 in Beyond Reality als Celia Powell / Anna / Mrs. Winter (7 afleveringen)
- 1992 in Forever Knight als Jeannie (2 afleveringen)
- 1993-1994 in E.N.G. als Brenda / Nancy (2 afleveringen)
- 1995-1998 in The Outer Limits als Bree Tristan / Rachel Sanders (2 afleveringen)
- 1997 in Deepwater Black als Yuna (14 afleveringen)
- 1998-1999 in Star Trek: Deep Space Nine als Ezri Dax (25 afleveringen)
- 1999 in Dooley Gardens als Skye (7 afleveringen)
- 2002-2007 in The Dead Zone als Sarah Bracknell Bannerman (66 afleveringen)